# تيم رايس
السير تيموثي مايلز بيندون (بالإنجليزية: Tim Rice)‏ (Sir Timothy Miles Bindon) المعروف بـ«تيم» رايس (وُلِدَ في العاشر من نوفمبر عام 1944) هو شاعر غنائي ومؤلف إنجليزي. حاز على عدة جوائز، مثل: جائزة الأوسكار (Academy Award)، والـغولدن غلوب (Golden Globe Award) وجائزة توني (Tony Award) وجوائز الغرامي (Grammy Award). اشتهر تيم رايس بتعاونه مع أندرو لويد ويبر واشتركا في كتابة جوزيف والسترة المذهلة متعددة الألوان التي طالما حلم بها (Joseph and the Amazing Technicolor Dreamcoat) والمسيح عيسى النجم(Jesus Christ Superstar) وإفيتا (Evita) وأغاني إضافية طُرِحَت عام 2011 في نهاية الغرب (West End) وهي إعادة إحياء لـالساحر أوز (The Wizard of Oz)، كما اشتهر عنه العمل في أستديوهات والت ديزني مع ألان مينكين (Alan Menken) وأبدعا سويًا (علاء الدين (Aladdin)، الجميلة والوحش (Beauty and the Beast) والملك داود)، وعَمِل مع إلتون جون في (الأسد الملك (The Lion King)، عايدة (Aida)) وإينو موريكوني (Ennio Morricone).

## فترة الطفولة
وُلِدَ رايس في شارديلوز (Shardeloes)، في منزل تاريخي بالريف الإنجليزي بالقرب من آمرشام، باكينجهامشير، بالمملكة المتحدة، والذي تمت مصادرته أثناء الحرب العالمية الثانية للاستفادة منه كمستشفى للتوليد. وخدم والده «هوغ جوردون رايس» في الجيش الثامن ووصل إلى رتبة رائد خلال الحرب العالمية الثانية، وكانت والدته «جوان أوديتي» (ني باودين) تعمل في فريق المساعدة النسائية في القوات الجوية المعروف بالـ (WAAF) كمترجمة فوتوغرافية. وبعد انتهاء الحرب عمِل والده ووالدته في شركة طائرات دي هافيلاند.
وعاش رايس في طفولته في كروكسلي جرين (Croxley Green) ورادليت (Radlett) وهاتفيلد (Hatfield).

## التعليم
درس رايس في ثلاث مدارس مستقلة: في مدرسة الدويكبيري (Aldwickbury School)، على مشارف هاربندن (Harpenden) في هيرتفوردشير، ثم ذهب بعدها إلى مدرسة سانت ألبانز في مدينة سانت ألبانز (St Albans) (وهي أيضًا في هيرتفوردشير) ومنها إلى كلية لانسينج، بالقرب من بلدة لانسينج (Lancing) غرب سوسكس، وتقع على الساحل الغربي لإنجلترا. وترك مدرسة لانسينج وقد حصل على الشهادة العامة في التعليم المستوى المتقدم في مادتي التاريخ واللغة الفرنسية. ثم بدأ العمل في مؤسسة قانونية في لندن كـموظف تحت التدريب وقد قرر عدم الالتحاق بالجامعة. ولكنه ذهب بعد ذلك إلى جامعة السوربون في باريس ليتلقى فيها العلم لعامٍ واحد.

## الحياة العملية
وبعد دراسة مدتها عام في السوربون بباريس. التحق رايس في السادس من يونيو عام 1966 بـتسجيلات إي إم آي كمتدرب في قسم الإدارة. وعندما تركها نوراي بارامور منتج الإي إم آي ليُنشئ عمله الخاص في 1968 ضم إليه رايس كمساعد منتج، وهناك عَمِلَ رايس مع كليف ريتشارد وآخرون.
وتعاون رايس مع أندرو لويد ويبر في كتابة جوزيف والسترة المذهلة متعددة الألوان التي طالما حلم بها (Joseph and the Amazing Technicolor Dreamcoat) والمسيح عيسى النجم (Jesus Christ Superstar) وإفيتا وكريكيت (Cricket) وأمثالنا (The Likes of Us). أما بالنسبة لأعماله مع شركة والت ديزني فقد اشترك رايس على نحوٍ فردي مع ألان مينكين وإلتون جون في إبداع وإنتاج علاء الدين (والذي حصد جائزة أوسكار كما حاز على جائزةالغولدن غلوب وجائزة الغرامي لأفضل أغنية للعام عن أغنية «عالم جديد بالكامل(A Whole New World)») كما شاركوا في إبداع الأسد الملك (الحائز على الغولدن غلوب وجائزة أوسكار لأحسن أغنية أصلية عن أغنية «هل تشعر بالحب الليلة» (Can You Feel the Love Tonight)). وفي عام 1996 حاز رايس للمرة الثالثة على جائزة أوسكار بعد تعاونه مع «لويد ويبر» في نسخة فيلم إفيتا لأفضل أغنية أصلية عن أغنية «يجب أن تحبني (You Must Love Me)». كما تعاون مع بجورن أولفيس (Björn Ulvaeus) وبيني أندرسون (Benny Andersson) من أيه بي بي أيه (فريق بوب سويدي) (ABBA) في عمل شطرنج واشترك مع ريك واكمان في عمل ألبومات المفهوم 1984 (Rick Wakeman album)) وتكاليف المعيشة (Cost of Living).
وكان مع أخيه «جو» ومقدم الإذاعة مايك ريد وباول جامبوتشيني وعَمِلَ كمحرر من عام 1977 وحتى 1996، وكان شريكًا في تأسيس موسوعة غينيس للأغاني الفردية البريطانية (Guinness Book of British Hit Singles) معه. كما كان ضيفًا كثير الاستضافة من ضمن أعضاء لجنة ألعاب الإذاعة لعدة سنوات كألعاب دقيقة فحسب (Just a Minute) ومباراة امتحان تافه (Trivia Test Match). وعادةً ما يمزح رايس بشأن مظهره في فيلم عن ولد المظهر الذي اشتهر به في أمريكا. ويحتوي الفيلم على لقطاتٍ عديدة من النسخة (الحقيقة) من برنامج الألعاب العد التنازلي والذي اشترك فيه باعتباره ضيف وعضو مُحكِّم. كما كانت له اهتمامات أخرى منها الكريكيت (فكان رئيسًا لـإم سي سي في 2002) والرياضيات. وكتب رايس مقدمة كتاب لماذا تأتي الحافلات ثلاثًا (Why Do Buses Come In Threes) تأليف روب إيستاواي و«جيريمي ويندهام» كما ساهم إسهامًا جليًا في كتاب توني هوك هدف واحد لبلاد العجائب (One Hit Wonderland) حيث اشترك في كتابة أغنية كانت إحدى أفضل عشرين أغنية في ألبانيا.
وطرح رايس سيرته الذاتية التي كتبها بنفسه (Oh What a Circus)أوه ما هذا السيرك: سيرة تيم رايس الذاتية في عام 1998، وهي تتناول طفولته ومراحل حياته حتى افتتاح الإنتاج الأصلي من إفيتا في لندن عام 1978. ويُسجل حاليًا تكملة لها تتناول حياته وعمله من حينها.
ولُقِبَ رايس بـلقب الفارس وقد منحته إياه الملكة إليزابيث الثانية عام 1994 (وأصبح يُنادى بـ«السير تيم رايس» أو «السير تيم»)، ثم تقلد ممر شهرة كتاب الأغاني في 1999. ولُقِبَ بـأسطورة ديزني في 2002.
وفي 2008 حصل رايس على نجمة رُسِمَت على ممر الشهرة في هوليود. ويكتب تيم رايس كلمات ثمان أغاني لباليه لـبيتر إليتش تشايكوفسكي كسارة البندق. واسم العمل كسارة البندق: قصة غير مروية.
وتعاون رايس مرةً أخرى مع «أندرو لويد ويبر» في 2011 لكتابة أغاني جديدة للإنتاج الأحدث لأندرو لـالساحر أوز (The Wizard of Oz) التي تم افتتاحها في شهر مارس 2011 في لندن بالاديوم.
كما يشارك في مشروع مسرح بوش 2011 السادس والستون والذي كتب فيه جزءًا مستندًا إلى إصحاح إنجيل الملك جيمس 
وكان رايس مُقدم ضيف في إذاعة البي بي سي الثانية في برنامج أصوات الستينيات في الخامس عشر والثاني والعشرون من أكتوبر 2011 بدلاً من المُقدم المنتظم بريان ماثيو (Brian Matthew) الذي أصيب بوعكة صحية.

## الحياة الشخصية
وتزوج من «جاين ماكينتوش» في التاسع عشر من أغسطس 1974، ولكن انتهى هذا الزواج في أواخر الثمانينيات من القرن الماضي بعد أن نشرت الصحف الصفراء البريطانية خبرًا عن علاقته بالممثلة والمطربة إيلاين بايج (Elaine Paige). ولكن احتفظت جاين بلقب السيدة رايس. ولهما طفلان، «دونالد» و«إيفا». وسُميت إيفا رايس بهذا الاسم تيمنًا بشخصية عمل إفيتا، وإيفا هي كاتبة رواية الفن المفقود للاحتفاظ بالأسرار (The Lost Art of Keeping Secrets) وقد تأهلت للنهائيات للحصول على جائزة الكتاب البريطاني والتي يحصل عليها الكتاب الأكثر مبيعًا في العام.
ويدعم تيم رايس سوندرلاند إيه إف سي كرة القدم نادي. وحاز على درجة الدكتوراة الفخرية في الآداب من جامعة سندرلاند وكان ذلك في احتفالية ملعب النور في شهر نوفمبر 2006. كما كان يدعم الحزب المحافظ، ولكن في عام 2007 صرح رايس أن الحزب لم يعد يرغب به وأن علاقته بالحزب «تغيرت بلا رجعة.»
وبالنسبة للدين فقد صرح رايس قائلًا: «عمليًا أنا من الكنيسة الإنجليزية، لكن في الواقع أنا لست كذلك. فأنا لا أتبعها. لا أستطيع أن أقول أنني مسيحي. ليس لدي شيء ضد المسيحية.» كما أضاف أنه استوحى من القصص الإنجيلية كقصص يوسف وعيسى لإبداع مسرحياته الموسيقية «لأنني أفضل أن أفعل ذلك من قصة حقيقية على أن أفعل من قصة غير حقيقية.»
ويدير رايس نادي الكريكيت الـ«هارتاكس» وقد استوحى الاسم من أغنية إلفيس بريسلي.
وشارك تيم رايس في سبتمبر 1981 «كولين ويب» و«ميشيل باركينسون» كتب بافيليون مع تركيز النشر على الموسيقى والفنون.

## المسرح الموسيقي
- 1967 – جوزيف والسترة المذهلة متعددة الألوان التي طالما حلم بها (Joseph and the Amazing Technicolor Dreamcoat) موسيقى أندرو لويد ويبر
- 1970 – المسيح عيسى النجم (Jesus Christ Superstar) موسيقى أندرو لويد ويبر
- 1976 – إفيتا موسيقى أندرو لويد ويبر
- 1983 – بلونديل (Blondel) موسيقى ستيفن أوليفر
- 1984 – شطرنج (Chess) موسيقى بيني أندرسون وبجورن أولفيس
- 1986 – كريكيت (Cricket) موسيقى أندرو لويد ويبر
- 1992 – رجل الأعمال الثري(Tycoon)
- 1994 – الجميلة والوحش (Beauty and the Beast) موسيقى ألان مينكين وقام بكتابة الكلمات الراحل هاورد آشمان
- 1996 – هيثكليف (Heathcliff) موسيقى جون فارار
- 1997 – الأسد الملك موسيقى إلتون جون
- 1997 – الملك داود موسيقى ألان مينكين
- 2000 – عايدة موسيقى إلتون جون
- 2005 – أمثالنا (The Likes of Us) قام بعمل الموسيقى أندرو لويد ويبر (كُتِبَت في 1965، ولكن أول آداء على المسرح في مهرجان سيدمونتن (Sydmonton Festival) في التاسع من يوليو 2005[21])
- 2011 – الساحر أوز موسيقى أندرو لويد ويبر

## الأفلام السينمائية والتليفزيون
بالإضافة لتبنيه الأعمال المسرحية، قام تيم رايس بالعمل في العديد من المشروعات الأصلية للتليفزيون والسنيما:
- 1992 – علاء الدين موسيقى ألان مينكين؛ وهو من أتم العمل الذي بدأه هاورد آشمان
- 1994 – الأسد الملك موسيقى إلتون جون، وعدل الآلات الموسيقية هانز تسيمر
- 1997 – جوارب بيبي الطويلة (Pippi Longstocking) موسيقى ألان مينكين، قام بكتابة كلمات الأغاني ستيفن شفارتس
- 2000 – الطريق إلى الدورادو موسيقى إلتون جون، عدّل الآلات الموسيقية «هانز تسيمر» وجون باول

## شاعر غنائي
- «سهل بالنسبة لك» (It's Easy for You)، سجلها إلفيس بريسلي في ألبومهمودي بلو
- «صبيان شرعيون» (Legal Boys)، سجلها إلتون جون في ألبومه اقفز للأعلى (Jump Up)!
- «الولد الذهبي» و«القسيس الساقط» (The Fallen Priest)، سجل كلاهما فريدي ميركوري في ألبومه المنفرد برشلونة
- 1981 ألبوم المفهوم 1984 ألّفه ريك واكمان واستوحيَ من جورج أورويل رواية تحمل نفس العنوان
- «المرة الثانية» (The Second Time)، «الأخير في الرحيل» (The Last One to Leave) و«ساخن كسخونة الشمس» (Hot As Sun) و«السقوط على الأرض» (Falling Down to Earth) لـإلاين بايج ألبوم يحمل اسمها في 1981
- «كل الوقت في الأعلى»، نغمة الموضوع لفيلم جيمس بوند، اوكتوبوسي، كتبها جون باري وغنّاها ريتا كوليدج (1983).

## أعمال أخرى
- اشترك في إنتاج شطرنج (Chess) في نسخ لندن 1986 وبرودراي 1988 كشريك في الشركة الثلاثة فرسان ذات المسؤولية المحدودة مع بيني أندرسون وبجورن أولفيس.
- اشترك في إنتاج نسخة لندن 1989 من كل شيء يذهب (Anything Goes) كشريك في شركة Anchorage Productions للإنتاج مع إلاين بايج.
- اشترك في الإنتاج مع أندرو باول في الألبوم الذي يحمل إلاين بايج في 1981
- عضو مُحكم مُنتسب في القناة الإذاعية الرابعة للبي بي سي لعبة اللجنة دقيقة فحسب (Just a Minute).
- كما ظهر كضيف في المسلسل الأسبوعي في القناة الإذاعية الثانية للبي بي سي الفطيرة الأمريكية لتيم رايس والتي تستكشف الموسيقى والموسيقيين في كل ولاية من الولايات المتحدة الأمريكية.

## وصلات خارجية
- Tim Rice – Official Site
- Tim Rice  على فيسبوك.– Facebook
- تيم رايس على موقع IMDb (الإنجليزية)
- تيم رايس على موقع الموسوعة البريطانية (الإنجليزية)
- تيم رايس على موقع ميوزك برينز (الإنجليزية)
- تيم رايس على موقع قاعدة بيانات برودواي على الإنترنت (الإنجليزية)
- تيم رايس على موقع إن إن دي بي (الإنجليزية)
- تيم رايس على موقع أول ميوزيك (الإنجليزية)
- تيم رايس على موقع ديسكوغز (الإنجليزية)
- تيم رايس على موقع قاعدة بيانات الفيلم (الإنجليزية)